# Grzegorz II (patriarcha Jerozolimy)
Grzegorz II – prawosławny patriarcha Jerozolimy w 1332 r.